# Studzianki (powiat rawski)
Studzianki – wieś w Polsce położona w województwie łódzkim, w powiecie rawskim, w gminie Sadkowice.
Wieś szlachecka położona była w drugiej połowie XVI wieku w powiecie bielskim ziemi rawskiej województwa rawskiego. W latach 1975–1998 miejscowość należała administracyjnie do województwa skierniewickiego.